# Orthopodomyia wanxianensis
Orthopodomyia wanxianensis is een muggensoort uit de familie van de steekmuggen (Culicidae). De wetenschappelijke naam van de soort is voor het eerst geldig gepubliceerd in 1990 door Lei & Li.